# Малина (певица)
Вижте пояснителната страница за други личности с името Малина.
Малина е българска попфолк певица.

## Биография
Малина Станчева Мечева е родена на 7 юни 1967 година в Севлиево, но израства и живее в Ловеч в семейство на ветеринарни лекари. Има брат, който е с 2 години по-голям от нея. Завършва ветеринарна медицина във Висшия институт по зоотехника и ветеринарна медицина в Стара Загора. През 1990 г. ражда своя син Симеон.[източник? (Поискан преди 4 дни)]
Професионално се е занимавала с народни танци в продължение на 11 години, а по-късно и с ориенталски, като танцьорка в оркестър Джипси авер. Един от малкото съхранени записи на групата с участието на Малина е гостуването им в предаването на Тодор Колев „Как ще ги стигнем...“ през 1995 г. В началото на 90-те години има издадена видеокасета с оркестъра – „Магията на ориенталския танц“. В Швейцария сръбски продуценти я харесват и ѝ предлагат да издаде албуми в Сърбия, но по това време там тече война и се налага да мине известно време, през което тя се връща в България и малко по-късно подписва договор с Пайнер. Макар Малина да е истинското ѝ име, с продуцентите са обмисляли тя да използва псевдоним съставен от две части, но накрая певицата решава да продължи с рожденото си име.

## Музикална кариера
Първата ѝ изява на сцена е на фестивала за авторски песни „Тракия фолк 2000“, където представя дебютната си песен „Любовната стрела“. По-късно същата година излиза първият ѝ видеоклип към песента „Само ти“, която става и първият ѝ хит.
През февруари следващата година е издаден и дебютният албум „Огнена звезда“, включващ 14 песни. „Да или не“, която е пилотна в албума се завърта в ремикс вариант с уникален за времето си клип. Режисьорът Николай Скерлев за първи път използва осем метров кран, който създава нова перспектива и дълбочина на кадрите. За първи път участие в песента взима и DJ Джери. В края на годината излиза клипът на песента „Само миг“.
2003 г. е годината на втория самостоятелен албум „Малина“, от който песните звучат много по-различно и модерно. До края на 2003 излизат новите видеоклипове на песни от него – „Леден свят“, „Само ме обичай“ и баладата „Тръгвам си“.
През 2004 г. в международния конкурс за денс песни Eurodance песента „Леден свят“ печели първо място с голяма преднина и това е първата и единствена победа на България в него. През лятото на същата година Пайнер мюзик за първи път организира Национално турне с най-големите звезди на компанията по това време, една от които е и Малина. Турнето носи името Планета Прима и минава през 15 града. 2004 е и годината, в която Малина прекратява работата с досегашния си музикален продуцент Тодор Димитров-Токича и издава първата си песен, след раздялата с него – „Какво направи с мен“.
В началото на 2006 г. Малина и Азис представят видеоклип на третия си дует „Черните очи“. Във видеото Малина се появява със зелена рокля, дело на дизайнерката Виргиния Здравкова. Роклята става изключително популярна, особено сред абитуриентите през следващите години, а самата дизайнерка признава в няколко свои интервюта: „Най-копираната рокля в историята на българската мода е моя – от колекцията Fashion & Diamonds (пролет-лято 2006), която след това ушихме за клип на Малина и Азис“.
През лятото излизат две песни с клипове „Студ“ и „Страст“, които Малина представя на турнето Планета Прима 2006 и на концерта Планета Мура Мега на стадион „Локомотив“ в София. Отново следва кратка пауза, след която през 2007 г. един след друг излизат два видеоклипа „Друг път“ и „Още палиш“. Двете нови песни влизат в микса за турнето Планета Дерби 2007, а в спектакъла този път певицата включва нов балет – Veda Junior.[източник? (Поискан преди 4 дни)]
През 2008 г. Малина отсъства от турнето на Пайнер и от сборните концерти на телевизията. През цялата година излизат само дуетни песни с Азис. В клипа и в песента „Само с теб“ специално участие взема Анелия, която се включва с вокали. Клипа към един от тях – „Най-красивата“, прави силно впечатление с това, че 2/3 от него е анимация.
2009 година стартира с първата самостоятелна песен на Малина от 2 години „Не се срамувам“. Във видеото към песента се появява и световната шампионка по борба Станка Златева
По-късно през 2009 се завъртат още две дуетни песни, този път обаче в колаборация с Галена. Първата носи заглавие „Много сладко“, но не успява да добие успеха, който всички очакват. След нея Малина и Галена записват и втора съвместна песен – „Мой“, като в парчето участие взима и турския изпълнител Fatih Urek.[източник? (Поискан преди 4 дни)]
На 19 ноември, точно в 19:00 часа официално отваря врати галерията за дизайнерски бижута и аксесоари MALINA DOR DIS. Шоурумът се намира на бул. „Арсеналски“ 9 в столицата и в него е показана цялата колекция от авторски дизайнерски бижута на Малина. Галерията обаче не съществува дълго – половин година след откриването си е затворена, а бижутата започват да се разпространяват чрез каталози.
2010 година започва с песента „Всякакви мъже“, като във видеото към нея Малина се появява почти без грим..
С чисто нов спектакъл Малина се включва в концерта „20 години музикална компания Пайнер“ на 9 юни на пл. Александър Невски в София.
В разгара на лятото се появява още един клип на нова песен – „Ситуация“. След двегодишно отсъствие от турнето на „Планета“ през 2010 певицата се завръща на сцената му. През октомври Малина, Емилия и Галена, под общото наименование трио МЕГА, създават песента „Аларма“, а в сюжета на видеоклипа към парчето взима участие актрисата Латинка Петрова.
На наградите на телевизия Планета в началото на 2011 Малина получава награда за 10 години атрактивна кариера.
През декември се появява „Най-солено“ – песен, която излиза след едногодишна пауза от предишния сингъл.
През август 2012 г. Малина представя песента „Двойници“ и клипа към нея. Проектът е много мащабен, а подробности около песента и заснемането на клипа, Малина разказва в редица телевизионни и радио предавания, в които участва след появяването му.
2013 година започва с издаването на колекцията „Златните хитове на Малина“. Дискът включва 10 песни издавани през годините. През март е презентирано видеото към песента „Виж какво“, в което участие взима актьорът от сериала Под прикритие – Кирил Ефремов. Песента за лято 2013 излиза в края на юли успоредно с видеоклип и носи заглавието „Ако ще да звъниш“. Тя става хит само за няколко дни и оглавява класациите.
През февруари 2014 г. излиза видеоклипът към „Без извинение“.
За шести път Малина е един от изпълнителите в националното турне на Пайнер. По време на „Планета Лято 2014“ е представена песента „Амнезия“. Интересното около нея е, че е записана през лятото на 2012 г. и по план е трябвало да бъде представена успоредно с „Двойници“, но плановете се променят и песента излиза две години по-късно с променен аранжимент (първоначалната версия на песента е записана с аранжимент на композитора Оцко).
Малина пропуска концерта по случай рождения ден на „Планета ТВ“, защото по това време прави турне в САЩ и Канада. Равносметката след завръщането ѝ е една – това е едно от най-успешните турнета, правени от български изпълнител зад Океана.
На 14 октомври 2015 г. Малина прави премиера на нова песен – „При теб ми е сърцето“. Видеоклипът към нея е заснет в Лисабон и на брега на Атлантическия океан. В края на годината взима участие в концерта по случай годишнината на ТВ Планета, който за първи път се провежда в зала „Арена Армеец“.
През 2016 г. са издадени два сингъла с видеоклипове – „Давай, питай“ с участието на Константин и баладата „Не те забравям“. Малина представя и двете песни в концерта на рождения ден на телевизията.
На 26 септември 2018 г. Малина издава новият си сингъл – „Грехове“, който е с участието на колегата ѝ Галин.
През 2020 г. Малина напуска „Пайнер“

## Дискография

### Студийни албуми
- Огнена звезда (2001)[30]
- Малина (2003)[31]

### Компилации
- Златните хитове на Малина (2013)[32]

### Видеоалбуми
- Malina Best Video Selection 1 (2003)
- Malina Best Video Selection 2 (2007)[33]

## Награди
Годишни награди на сп. „Нов фолк“
| Година | Получател  | Награда                        | Резултат  |
| ------ | ---------- | ------------------------------ | --------- |
| 2000   | Малина     | Оригинално сценично присъствие | Спечелена |
| 2001   | Малина     | Оригинално сценично присъствие | Спечелена |
| 2003   | Малина     | Оригинално сценично присъствие | Спечелена |
| 2005   | „Не знаеш“ | Видеоклип на годината          | Спечелена |
| 2007   | Малина     | Оригинално сценично присъствие | Спечелена |

Годишни награди на ТВ „Планета“
| Година | Получател     | Награда                                                          | Резултат  |
| ------ | ------------- | ---------------------------------------------------------------- | --------- |
| 2002   | „Обичам лудо“ | Най-предпочитан денс клип                                        | Спечелена |
| 2003   | „Леден свят“  | Денс клип на годината                                            | Спечелена |
| 2005   | „Не знаеш“    | Артистично присъствие на изпълнител във видеоклип                | Спечелена |
| 2005   | Малина        | Най-атрактивно представяне на лятното турне „Планета Прима 2005“ | Спечелена |
| 2010   | „Аларма“      | Артистично присъствие във видеоклип                              | Спечелена |
| 2010   | Малина        | 10 години атрактивна и впечатляваща сценична кариера             | Спечелена |
| 2012   | „Двойници“    | Оригиналност и сценични ефекти във видеоклип                     | Спечелена |
| 2013   | Малина        | Оригинално присъствие на концертната сцена                       | Спечелена |

Международен конкурс „EURODANCE“
| Година | Получател    | Награда                 | Резултат  |
| ------ | ------------ | ----------------------- | --------- |
| 2004   | „Леден свят“ | Първо място за България | Спечелена |

Ladies Awards – Top 40 Beauty and Success
| Година | Получател | Награда                   | Резултат  |
| ------ | --------- | ------------------------- | --------- |
| 2012   | Малина    | Най-хубави попфолк балади | Спечелена |

## Изяви
Концерти зад граница: Северна Македония, Великобритания, Турция, Испания
Малина е сред изпълнителите в националните турнета на телевизия „Планета“ от 2004 до 2014 г.